# La Puerta (Texas)
La Puerta és una concentració de població designada pel cens dels Estats Units a l'estat de Texas. Segons el cens del 2000 tenia 1.636 habitants.

## Demografia
Segons el cens del 2000, La Puerta tenia 1.636 habitants, 409 habitatges, i 381 famílies. La densitat de població era de 734,5 habitants/km².
Dels 409 habitatges en un 64,3% hi vivien nens de menys de 18 anys, en un 72,1% hi vivien parelles casades, en un 14,9% dones solteres, i en un 6,8% no eren unitats familiars. En el 6,4% dels habitatges hi vivien persones soles el 4,4% de les quals corresponia a persones de 65 anys o més que vivien soles. El nombre mitjà de persones vivint en cada habitatge era de 4 i el nombre mitjà de persones que vivien en cada família era de 4,17.
Per edats la població es repartia de la següent manera: un 41,2% tenia menys de 18 anys, un 10,7% entre 18 i 24, un 29,5% entre 25 i 44, un 12,8% de 45 a 60 i un 5,7% 65 anys o més.
L'edat mediana era de 24 anys. Per cada 100 dones de 18 o més anys hi havia 90,5 homes.
La renda mediana per habitatge era de 16.820 $ i la renda mediana per família de 17.281 $. Els homes tenien una renda mediana de 15.820 $ mentre que les dones 10.385 $. La renda per capita de la població era de 4.507 $. Aproximadament el 48,9% de les famílies i el 48,9% de la població estaven per davall del llindar de pobresa.

## Poblacions més properes
El següent diagrama mostra les poblacions més properes.